# Drusus Iulius Caesar
Pour les articles homonymes, voir Drusus.
Drusus Julius Caesar, qu'on appelle aussi Drusus III (7 - 33), appartenait à la famille impériale des Julio-Claudiens, au Ier siècle de la Rome antique.

## Biographie
Il était fils de Germanicus et d'Agrippine l'Aînée. Il eut quatre frères (Tiberius et Caius Julius, qui moururent jeunes, Nero Iulius Caesar et Caligula) et trois sœurs (Julia Livilla, Julia Drusilla et Agrippine la Jeune).
Il épousa Aemilia Lepida, fille de Aemilius Lepidus, sa cousine issue de germain. Tacite indique que pendant leur mariage « elle ne cessa de poursuivre son mari de ses accusations ». En 36, elle fut accusée d'adultère avec un esclave et se suicida, « puisque sa culpabilité ne faisait aucun doute ».
Ses grands-parents paternels étaient Nero Claudius Drusus et Antonia la Jeune. Ses grands-parents maternels étaient Marcus Vipsanius Agrippa et Julia l'Aînée. Il fut adopté par son grand-oncle paternel Tibère après la mort du propre fils de ce dernier, Julius Caesar Drusus.
Drusus César fut par la suite accusé de complot contre Tibère et emprisonné en 30, un an après que sa mère Agrippine l'Aînée et son frère Nero Iulius Caesar  eurent été arrêtés. Il mourut de faim en prison en 33, réduit à mâcher le rembourrage de son lit.